# Szeráquel
Szeráquel (arámiul: פלא פקתן, görögül: ‘Αραθάκ Κιμβρά), vagy Araqiel, Arqael, Arkiel, Arkas, Arâkîba a 200 bukott angyal 20 vezérének egyike Énok könyvében. Szeráquel a „föld jeleit” (ami a geomanciára utal) tanította meg az embereknek Jared idejében. Másik megnevezése Aretstikapha (jelentése: „eltorzulás világa” [az arets + kaphah szavak egyesítése]) a 69. fejezetben. Nevének értelmezése általában a „föld Istene”; eredete az araq – föld (babilóniai eredetek) és az Él – Isten szavak egyesítése. Micheal Knibb szerint neve két név egyesítéséből született, melynek jelentése „a hatalmas földje” vagy „a föld hatalmas”.

## Fordítás
- Ez a szócikk részben vagy egészben  az   Arakiel című angol Wikipédia-szócikk fordításán alapul.  Az eredeti cikk szerkesztőit annak laptörténete sorolja fel. Ez a jelzés csupán a megfogalmazás eredetét és a szerzői jogokat jelzi, nem szolgál a cikkben szereplő információk forrásmegjelöléseként.